# Comté de Sargent
Pour les articles homonymes, voir Sargent.
Le comté de Sargent (en anglais : Sargent County) est l'un des 53 comtés de l'État américain du Dakota du Nord. Lors du recensement des États-Unis de 2010, il compte 3 829 habitants, soit une baisse de 12,3 % par rapport à 2000.
Le siège de comté est Forman, bien que la ville la plus peuplée soit Gwinner. Entre la fondation du comté en 1883 et la première élection, tenue en 1884, Milnor fait office de siège de comté.

## Histoire
En 1883, la Northern Pacific Railway atteint Milnor. Il faut 17 ans avant que la traversée du comté ne soit complétée. À l'occasion du recensement des États-Unis de 1920, la population du comté de Sargent atteint son pic historique, avec 9 655 habitants.

## Villes
Le comté de Sargent compte sept villes : Cayuga, Cogswell, Forman (siège de comté), Gwinner, Havana, Milnor et Rutland.

## Démographie
| 1890  | 1900  | 1910  | 1920  | 1930  | 1940  |
| ----- | ----- | ----- | ----- | ----- | ----- |
| 5 076 | 6 039 | 9 202 | 9 655 | 9 298 | 8 693 |

| 1950  | 1960  | 1970  | 1980  | 1990  | 2000  |
| ----- | ----- | ----- | ----- | ----- | ----- |
| 7 616 | 6 856 | 5 937 | 5 512 | 4 549 | 4 366 |

| 2010  | - | - | - | - | - |
| ----- | - | - | - | - | - |
| 3 829 | - | - | - | - | - |